# Darkness and Light
Darkness and Light — шестой студийный альбом американского певца, автора песен и пианиста Джона Ледженда. Он был выпущен 2 декабря 2016 года на лейбле Columbia Records, а также стал его последним альбомом, выпущенным на лейбле GOOD Music после окончания его пятиальбомного контракта с лейблом.

## Запись
Ледженд записал альбом в студии East West Studio 2 в Лос-Анджелесе. Продюсером альбома почти полностью выступил Блейк Миллс, который также играл на различных инструментах и был сопродюсером большинства песен. Ледженд также сотрудничал с рэпером Chance the Rapper, вокалистками Бриттани Ховард и Мигелем.

## Отзывы
Альбом получил в целом положительные отзывы музыкальной критики и интернет-изданий.
На Metacritic альбом получил 76 баллов из 100, основываясь на «в целом благоприятных отзывах», на основе 10 рецензий.
Рецензируя альбом в The New York Times Джон Парелес высоко оценил его отношение к любви как к многомерной теме и «как к чему-то более сложному, чем панацея и источник вечного успокоения, с соответствующей музыкой». Роберт Кристгау, написавший рецензию для Vice, отметил заглавный трек, «Marching Into the Dark» и «I Know Better» как основные моменты и сказал, что текст последней песни («Моя история привела меня в это место/Эта сила и цвет моего лица») «не так-то просто скромно похвастаться, и чем больше я слушаю, тем больше я ценю этот трюк».

## Коммерческий успех
В США Darkness and Light дебютировал на 14-м месте в Billboard 200, набрав 38 000 эквивалентных альбому единиц, что стало шестым самым высоким дебютом недели. За первую неделю альбом был продан в количестве 26 000 копий. За первую неделю альбом также просмотрели 12,5 миллионов раз.

## Список композиций
Все треки спродюсированы Blake Mills, кроме указанных.
| №                   | Название                                                                          | Автор(ы)                             | Длительность |
| ------------------- | --------------------------------------------------------------------------------- | ------------------------------------ | ------------ |
| 1.                  | «I Know Better»                                                                   | Джон Стивенс Will Oldham             | 3:03         |
| 2.                  | «Penthouse Floor» (при участии Chance the Rapper и продюсировании Грега Кёрстина) | Стивенс Chancellor Bennett           | 4:43         |
| 3.                  | «Darkness and Light» (при участии Бриттани Ховард и продюсировании John Ryan)     | Стивенс Oldham                       | 3:50         |
| 4.                  | «Overload» (при участии Мигеля)                                                   | Стивенс Мигель Пиментель             | 3:20         |
| 5.                  | «Love Me Now» (спродюсировано Ryan)                                               | Стивенс                              | 3:30         |
| 6.                  | «What You Do to Me» (спродюсировано Matt Sweeney и Michael Tucker)                | Стивенс Джулия Майклз Justin Tranter | 3:21         |
| 7.                  | «Surefire» (спродюсировано Ludwig Göransson)                                      | Стивенс Oldham Майклз                | 4:03         |
| 8.                  | «Right by You» (For Luna)                                                         | Стивенс Ethan Gruska                 | 4:16         |
| 9.                  | «Temporarily Painless» (спродюсировано Ryan)                                      | Стивенс                              | 3:55         |
| 10.                 | «How Can I Blame You» (спродюсировано Sweeney)                                    | Стивенс Francis White                | 3:56         |
| 11.                 | «Same Old Story»                                                                  | Стивенс Tobias Jesso Jr.             | 3:32         |
| 12.                 | «Marching into the Dark»                                                          | Стивенс Jesso Jr.                    | 4:21         |
| Общая длительность: | Общая длительность:                                                               | Общая длительность:                  | 45:50        |

| №                   | Название                                                           | Автор(ы)               | Длительность |
| ------------------- | ------------------------------------------------------------------ | ---------------------- | ------------ |
| 13.                 | «Drawing Lines»                                                    | Стивенс Oldham         | 2:21         |
| 14.                 | «What You Do to Me» (фортепиано, демо; спродюсировано John Legend) | Стивенс Майклз Tranter | 3:41         |
| 15.                 | «Love You Anyway» (спродюсировано Sweeney и Tyler Johnson)         | Стивенс Майклз Tranter | 3:36         |
| Общая длительность: | Общая длительность:                                                | Общая длительность:    | 55:28        |

## Чарты
| Чарт (2016-17)                           | Высшая позиция |
| ---------------------------------------- | -------------- |
| Австралия (ARIA)                         | 37             |
| Бельгия/Фландрия (Ultratop)              | 75             |
| Бельгия/Валлония (Ultratop)              | 167            |
| Канада (Canadian Albums Chart)           | 29             |
| Нидерланды (Album Top 100)               | 21             |
| Ирландия (IRMA)                          | 61             |
| Италия (Classifica album)                | 49             |
| Новая Зеландия Heatseekers Albums (RMNZ) | 1              |
| Шотландия (Scottish Albums Chart)        | 50             |
| Швейцария (Schweizer Hitparade)          | 32             |
| Великобритания (UK Albums Chart)         | 35             |
| Великобритания (UK R&B Albums Chart)     | 3              |
| США (Billboard 200)                      | 14             |
| США (Billboard Top R&B/Hip-Hop Albums)   | 5              |

| Чарт (2017)                            | Позиция |
| -------------------------------------- | ------- |
| США Billboard 200                      | 189     |
| США Top R&B/Hip-Hop Albums (Billboard) | 84      |

## Сертификации
| Регион                                                                      | Сертификация | Продажи |
| --------------------------------------------------------------------------- | ------------ | ------- |
| Канада (Music Canada)                                                       | Золотой      | 40 000  |
| Данные о продажах + прослушиваниях приведены только на основе сертификации. |              |         |